# 屠大山
屠大山（1500年5月28日—1579年2月26日），字国望，号竹墟，甬上屠氏第九世，浙江宁波府鄞县人，明朝政治人物。嘉靖二年（1523年）中进士，初授四川合州知州，进湖广川贵总督，参与平定龙许保之乱。嘉靖三十三年三月，改任兵部右侍郎兼督察院右佥都御史兼巡抚督粮。后因对倭寇作战失利而下狱，革职为民。归乡与被解职的范钦、张时彻并称“东海三司马”。

## 生平

### 少年时期
弘治十三年五月初一（1500年5月28日），行二十三，屠大山出生于浙江宁波府鄞县，伯祖屠滽为吏部尚书。出生时，正好屠滽送给其祖父屠渭一块泰山石刻，屠渭于是给孙子起名为“大山”。正德十六年（1521年）成为府学生员，嘉靖元年（1522年）壬午科中式浙江鄉試舉人，嘉靖二年（1523年）聯捷进士，年僅二十四歲。

### 仕途经历
嘉靖三年（1524年），任四川重庆府合州知州，自费修筑了水利工程“屠公堤”。后历官南京刑部员外郎、江西吉安府知府，十七年（1538年）五月升山东按察副使徐州兵备道，二十三年六月升山东左参政，二十四年十二月升广东按察使，福建左布政使等职，嘉靖二十九年（1550年）二月升任湖广巡抚，协助川湖总督张岳平定了苗民首领龙许保、吴黑苗发动的大规模叛乱。张岳在前线病逝后，屠大山于嘉靖三十二年（1553年）继任为总督，诱杀龙氏余党龙阿仔等，尽灭其族。嘉靖三十三年正月（1553年12月）改任南京兵部右侍郎，三月出任兵部右侍郎兼右佥都御史应天巡抚兼提督军务，负责平倭。因倭寇势大，此前已有两任巡抚不到任，屠大山因多年辛勞，到任後便病倒，到了八月仍不能視事。，八月十九日遭弹劾免职。不久明军在采陶港大败，屠大山受牵连下狱，革职为民。

### 晚年生活
屠大山罢官归里后，以诗酒自娱，其诗不甚讲究格律平仄。隆庆年间恢复功名，以原官致仕。万历七年二月初二（1579年2月26日）去世，年八十岁。

## 轶事
屠大山素有强项之名。在江西吉安任知府时，南京兵部尚书王学夔的儿子横行乡里，为地方一霸。屠大山把助他为恶的家丁都抓起来法办，令其改过读书。王学夔知道后不但没有生气，反而夸奖了屠大山。任徐州兵备道时，内阁首辅夏言的家仆路过徐州，大肆索要财物，屠大山把他抓起来打了一顿并赶走，夏言因此恨屠大山入骨。同年甘为霖当了工部尚书，曾拜托屠大山包庇一个贪污的同乡，屠大山没有答应，也遭致忌恨。

## 家庭
曾祖屠瑜，封榮禄大夫太子太保吏部尚書。祖父屠渭，義官。父屠偁。母王氏；继母陳氏。慈侍下。弟大嶽、大年、大巖、大文、大受、大嶅、大美、大亮、大亨、大貞、大音。伯祖屠滽为吏部尚书，族叔屠侨为左都御史。
屠大山正室陆氏，是刑部尚书陆瑜的侄孙女，很早即去世，继娶章氏，侧室陈氏。育有一子屠本畯和五个女儿，其中一女嫁给兵部右侍郎范钦的儿子范大冲，结为亲家。

## 引用
1. ↑  .   [2020-06-06]. （原始内容存档于2020-06-06）.
2. ↑  《农丈人文集》卷11《明故奉诏致仕前通议大夫兵部右侍郎兼都察院右佥都御史竹墟屠公行状》：“慕菴公以弘治庚申五月一日举公于乾溪之里。”
3. ↑  《由拳集》卷19《少司马屠公传》：“公生而适伯祖襄惠公以泰山摩崖碑遗其大父，故名之曰‘大山’，字曰‘国望’，以泰山摩崖碑故也。”
4. ↑  《农丈人文集》卷11《明故奉诏致仕前通议大夫兵部右侍郎兼都察院右佥都御史竹墟屠公行状》：“辛巳充郡庠弟子员，明年举于乡，又明年成进士。”
5. ↑  《弇州继稿》卷94《通议大夫兵部右侍郎兼都察院右佥都御史竹墟屠公墓志铭》：“二十三举乡书，明年登进士甲第，又明年，除知蜀之合州。”
6. ↑  《同治鄞县志·卷三十六·人物传十一》：“州当瞿塘冲，春涨乘之，多不救。于垫为出橐装，筑堤数十丈，州人赖之，号曰‘屠公堤’。”
7. ↑  《大明世宗实录》卷357嘉靖二十九年二月：“乙巳……升福建左布政使屠大山为都察院右副都御史巡抚湖广。”
8. ↑  《余文敏公文集》卷10《少司马竹墟屠公墓表》：“公以右副都御史巡抚湖广会川贵兵讨苗民吴黑苗、龙许保，于酉阳大胜之。”
9. ↑   《大明世宗实录》卷394嘉靖三十二年二月：“升巡抚湖广都察院右副都御史屠大山为兵部右侍郎兼右佥都御史总督湖广川贵军务。”
10. ↑  《弇州继稿》卷94《通议大夫兵部右侍郎兼都察院右佥都御史竹墟屠公墓志铭》：“朝议合湖广川贵为一镇，设大帅。公以兵部右侍郎兼佥都御史居之。公乃选将吏，蒐卒乘，申约束，使参将贤以一军军苗腋，而诱其党谭细奴，啖之曰：‘以尔酋龙阿仔来者，吾官；若不然，尽爇若族。’细奴乃为酒要阿仔，醉而缚之，立灭龙氏。而龙他众亦来报，谭族亦歼，仅细奴以身免。公纵悉平之，奏官细奴百户。”
11. ↑  《大明世宗实录》卷406嘉靖三十三年正月：“改总督湖广川贵军务兵部右侍郎屠大山为南京兵部右侍郎。”
12. ↑   《大明世宗实录》卷408嘉靖三十三年三月：“甲辰，改南京兵部右侍郎屠大山为兵部右侍郎兼都察院右佥都御史，总理粮储提督军务兼巡抚应天。”
13. ↑  《明史·列传第九十三》：“倭之躏苏、松也，起嘉靖三十二年，讫三十九年，其间为巡抚者十人。安福彭黯，迁南京工部尚书。畏贼，不俟代去，下狱除名。黄冈方任、上虞陈洙皆未抵任。任丁忧，洙以才不足任别用。而代以鄞人屠大山，使提督军务。”
14. ↑  明史-列傳卷九十三
15. ↑  《大明世宗实录》卷413嘉靖三十三年八月：“吏部覆请诏许大山回籍，仍令巡按御史勘其有无托疾状以闻。”
16. ↑  《国榷》卷61：“八月……丁亥，巡抚应天兵部右侍郎兼右佥都御史屠大山劾免。”
17. ↑  《嘉靖东南平倭通录》：“十月，命锦衣卫械系原任应天巡抚屠大山，参将许国、李逢时，副总兵解明道至京讯治。先是采陶港之后，坐两将不相能，各兵趋利不止，故垂城而败。时明道督水兵泊海口，坐视不救，大山方称疾不视事。至是御史张师价以败书闻，请治大山、逄时、国、明道各失事罪。总督张经因论山东监军参政许大伦、副使周臣纪律不严，亦宜量罚。于是大山逮至黜为民，明道等坐失律罪斩，大伦、臣降三级边方用。”
18. ↑  《白榆集》卷2《屠司马诗集序》：“公晚年摆落世务，不以一物经心，时拈枯棋，时衔浊醪，罢则终日危坐，兴至矢口偶成一诗，取适而已，了不求工，而天机流畅，顾有非呕心枯形者所能到。”
19. ↑  《同治鄞县志·卷三十六·人物传十一》：“隆庆初复官。”
20. ↑  《农丈人文集》卷11《明故奉诏致仕前通议大夫兵部右侍郎兼都察院右佥都御史竹墟屠公行状》：“忽呕逆，旋已复作，卒不救，盖己卯二月二日也，享年八十岁。”
21. ↑  《西园见闻录·卷之四·教训》：“屠公大山尝为吉安知府，吉之属邑王尚书学夔者由选部陟大僚，有子横里中。公悉剪其翼，子畏而折节为儒生。”
22. ↑  《西园见闻录·卷之四·教训》：“尚书每与人辄曰：‘使君去我一嚣子，而益一贤子，仁哉使君乎？’人盖两贤之。”
23. ↑  《本朝分省人物考·卷之四十八·浙江宁波府二》：“时贵溪相有苍头奴乘楼船下徐，横索驿递，执而箠遣之。贵溪衔焉，然竟无他。”
24. ↑  《同治鄞县志·卷三十六·人物传十一》：“有甘尚书者以里中儿为邑曹司，属大山，大山不弊其贪，尚书恨之。”
25. ↑  《喙鸣文集》卷14《通议大夫兵部右侍郎兼都察院右佥都御史竹墟屠公洎配淑人陆氏章氏合葬墓志》：“渭生偁，是为公父慕菴公……母王赠淑人。”
26. ↑  龚延明主编. . 宁波: 宁波出版社. 2016. ISBN 978-7-5526-2320-8. 《天一閣藏明代科舉錄選刊.登科錄》之《嘉靖二年癸未科進士登科録》
27. ↑  《农丈人文集》卷11《明故奉诏致仕前通议大夫兵部右侍郎兼都察院右佥都御史竹墟屠公行状》：“公前配陆淑人……司寇康僖公瑜从女孙，巧惠绝伦，事太淑人孝，不以世禄傲其夫子，归八年而为嘉靖乙酉六月一日卒合州……继章淑人，定海之滃洲人……侧室陈。”
28. ↑  《喙鸣文集》卷14《通议大夫兵部右侍郎兼都察院右佥都御史竹墟屠公洎配淑人陆氏章氏合葬墓志》：“子一即本畯，刑部检校，章出，娶审理黄伯康女。女五……一适范少司马钦子太学生大冲，侧室陈出。”

| 官衔        | 官衔                          | 官衔        |
| ----------- | ----------------------------- | ----------- |
| 前任： 秦金 | 明朝吉安府知府 1536年－1538年 | 繼任： 李清 |